# Lam Quỳnh Anh
Lam Quỳnh Anh (tiếng Anh: Lucina Laam King Ying, sinh năm 1943 - mất ngày 11 tháng 6 năm 2022) là nữ doanh nhân Hồng Kông mang quốc tịch Canada, người vợ lẽ hợp pháp theo luật lệ Đại Thanh của ông trùm sòng bạc Hà Hồng Sân. Bà và các con gái Hà Siêu Quỳnh, Hà Siêu Phượng và con trai Hà Du Long là cổ đông lớn nhất của tập đoàn SJM.

## Tiểu sử
Tổ tiên nhà họ Lam đến từ Đại Bộ, Quảng Đông, Trung Quốc. Ông nội là Lam Ấm Nam từng làm thiếu tướng tại Triều Sơn và đặt chân đến Hồng Kông sau khi nghỉ hưu, sở hữu một ngôi nhà năm tầng ở Hồng Kông.
Cha là ông Lam Kiến Nghi sau khi tốt nghiệp trung học, học Trung Văn tại Đại học Quảng Châu. Sau đó, ông được nhận vào Học viện quân sự Quảng Châu Hoàng Phố và tham gia cuộc kháng chiến chống Nhật. Mẹ làm nội trợ.
Lam Quỳnh Anh là con thứ năm trong số 9 anh chị em và đã sống một cuộc sống sung túc từ khi còn nhỏ. Sau khi gia đình chuyển đến Hồng Kông vào năm 1949, người cha vẫn được hưởng chế độ đãi ngộ của quân đội và mở một cửa hàng lụa tầm trung ở Hồng Kông.
Sau đó, công việc kinh doanh của người cha thất bại, gia đình khó khăn khiến cô gái trẻ phải đến vũ trường làm việc. Với tài khiêu vũ của mình, Lam Quỳnh Anh đã trở nên nổi tiếng tại đây.
Khi người vợ cả của Hà Hồng Sân bị ốm phải nhập viện, lúc này ông trùm sòng bạc mới ngoài 30. Đối mặt với bệnh tật của vợ và công việc kinh doanh bận rộn, tinh thần ông có chút mệt mỏi. Tại vũ trường, Lam Quỳnh Anh thu hút được chú ý của Hà Hồng Sân. Hai người đã nhảy cùng nhau rồi từ đó bắt đầu mối quan hệ. Năm 1957, Lam Quỳnh Anh 14 tuổi đã trở thành vợ lẽ hợp pháp theo luật lệ Đại Thanh của Hà Hồng Sân khi đó 36 tuổi. Kỹ năng khiêu vũ của Lam Quỳnh Anh được biết đến là "nữ hoàng khiêu vũ", trong khi trùm sòng bạc Hà Hồng Sân được gọi là "ông hoàng khiêu vũ". Lam Quỳnh Anh cũng thường tham gia các hoạt động từ thiện cùng vua cờ bạc.
Năm 1972, Hà Hồng Sân đã mua biệt thự ở số 25 đường Park, Thung lũng Jardine từ kỹ sư người Hoa kiều Diệp Thú Trân (叶守珍) với giá 1,75 triệu nhân dân tệ, sau đó tặng lại căn biệt thự này cho Lam Quỳnh Anh vào năm 1973.
Vào cuối những năm 1980, Lam Quỳnh Anh đã gợi ý cho Hà Hồng Sân đầu tư rất nhiều vào Canada, một phần vì cha của Lam Quỳnh Anh nhập cư vào Canada trước đó 10 năm, để tiện chăm sóc cha và giúp Hà Hồng Sân lo việc kinh doanh may mặc. Trong 4 người vợ của ông, bà là người có nhiều tài sản  nhất; các con của bà đều nắm giữ những vị trí quan trọng trong ngành công nghiệp giải trí Ma Cao.
Năm 1999, Lam Quỳnh Anh nộp đơn lên Sở Xây dựng để xây lại một bất động sản thuộc sở hữu của bà. Tài sản này để dành cho con trai Hà Du Long sau khi tốt nghiệp về nước. Diện tích sàn sau khi được phê duyệt là gần 1.500m2. Hà Hồng Sân đã chi 200 triệu để cải tạo ngôi nhà cổ hai tầng có vẻ ngoài sơ sài thành biệt thự siêu sang hiện nay. Định giá hiện tại là khoảng 800 triệu đô la Hồng Kông.
Bà cũng rất nhiệt tình với hoạt động từ thiện, bà và gia đình đã cùng nhau quyên góp cho Tập đoàn bệnh viện Tung Wah và thành lập "Trường mẫu giáo TWGHs Luccina Laam Ho" (东华三院何蓝琼缨幼稚园) ở An Đạt Thôn (On Tat Estate), Quan Đường, Hồng Kông.
Ngày 13 tháng 5 năm 2015, anh trai của bà là ông Lam Hoa Anh (蓝铧缨) qua đời vì bạo bệnh, ngày 17 tháng 5, tang lễ được tổ chức tại Nhà tang lễ Hồng Kông. Ông Lam Hoa Anh sinh năm 1941. Sau khi học xong trung học ở Hồng Kông, ông gia nhập xã hội và liên tiếp làm việc 6 năm tại Ngân hàng Hồng Kông Ấn Độ và Ngân hàng Hồng Kông Trung Quốc (Hongkong Chinese Bank, 香港华人银行). Ngoài ra sự nghiệp của ông gắn bó không tách rời với lĩnh vực thể thao hơn 30 năm, ông đã từng đứng ra tổ chức một hiệp hội thể thao và các câu lạc bộ thể thao cá nhân khác ở Ma Cao. Sau khi trở lại Ma Cao năm 1999, ông được bầu làm chủ tịch Ủy ban Olympic Ma Cao và tái đắc cử vào năm 2005. Ông được tờ Đại Công báo Hồng Kông ca ngợi là "Cha đẻ của thể thao Ma Cao".

## Qua đời
Ngày 11 tháng 6 năm 2022, bà Lam Quỳnh Anh qua đời vì bệnh ung thư tại Bệnh viện Dưỡng Hòa, hưởng thọ 79 tuổi.